# Sinzing
Sinzing är en kommun och ort i Landkreis Regensburg i Regierungsbezirk Oberpfalz i förbundslandet Bayern i Tyskland. Sinzing ligger nära staden Regensburg vid floden Donau. Motorväg A3 passerar orten.